# Sean McMahon
Sean P. McMahon (Brisbane, 18 giugno 1994) è un rugbista a 15 australiano, terza linea ala dei Sungoliath in Top League.

## Biografia
Nato e cresciuto a Brisbane, formatosi nei Gallopers, McMahon a 17 anni aveva già esperienze internazionali nella formazione scolastica australiana e in quella maggiore a 7; nel 2014 fu messo sotto contratto a Melbourne dalla franchise di Super Rugby dei Rebels.
Capitano dell'Australia Under-20, nell'interstagione 2014 fu aggregato alla squadra di National Rugby Championship dei Melbourne Rising.
Nel corso del tour australiano di fine anno in Europa McMahon debuttò negli Wallabies a Cardiff contro il Galles; in seguito, a causa di un infortunio in Super Rugby che fece seguito all'incontro in cui segnò la sua prima meta da professionista saltò il Championship, ma fu convocato per la Coppa del Mondo di rugby 2015 in cui l'Australia giunse fino alla finale, poi persa contro la Nuova Zelanda.